# Станчфілд (Міннесота)
Станчфілд (англ. Stanchfield) — переписна місцевість (CDP) в США, в окрузі Ісанті штату Міннесота. Населення — 103 особи (2020).

## Географія
Станчфілд розташований за координатами 45°39′45″ пн. ш. 93°10′55″ зх. д. / 45.66250° пн. ш. 93.18194° зх. д. (45.662521, -93.181864).  За даними Бюро перепису населення США в 2010 році переписна місцевість мала площу 1,38 км², з яких 1,38 км² — суходіл та 0,00 км² — водойми.

## Демографія
Згідно з переписом 2010 року, у переписній місцевості мешкало 118 осіб у 42 домогосподарствах у складі 33 родин. Густота населення становила 86 осіб/км².  Було 46 помешкань (33/км²).
Расовий склад населення:
| - 99,2 % — білих - 0,8 % — азіатів |

До двох чи більше рас належало 0,0 %. Частка іспаномовних становила 0,0 % від усіх жителів.
За віковим діапазоном населення розподілялося таким чином: 31,4 % — особи молодші 18 років, 60,1 % — особи у віці 18—64 років, 8,5 % — особи у віці 65 років та старші. Медіана віку мешканця становила 30,5 року. На 100 осіб жіночої статі у переписній місцевості припадало 114,5 чоловіків;  на 100 жінок у віці від 18 років та старших — 118,9 чоловіків також старших 18 років.
Середній дохід на одне домашнє господарство  становив 71 052 долари США (медіана — 75 625), а середній дохід на одну сім'ю — 93 809 доларів (медіана — 95 625). За межею бідності перебувало 2,1 % осіб, у тому числі 0,0 % дітей у віці до 18 років та 0,0 % осіб у віці 65 років та старших.
Цивільне працевлаштоване населення становило 60 осіб. Основні галузі зайнятості: освіта, охорона здоров'я та соціальна допомога — 56,7 %, виробництво — 8,3 %, транспорт — 6,7 %, мистецтво, розваги та відпочинок — 6,7 %.